# Show and Tell (album)
 (février 2022).
La mise en forme du texte ne suit pas les recommandations de Wikipédia : il faut le « wikifier ».
Les points d'amélioration suivants sont les cas les plus fréquents. Le détail des points à revoir est peut-être précisé sur la page de discussion.
- Les titres sont pré-formatés par le logiciel. Ils ne sont ni en capitales, ni en gras.
- Le texte ne doit pas être écrit en capitales (les noms de famille non plus), ni en gras, ni en italique, ni en « petit »…
- Le gras n'est utilisé que pour surligner le titre de l'article dans l'introduction, une seule fois.
- L'italique est rarement utilisé : mots en langue étrangère, titres d'œuvres, noms de bateaux, etc.
- Les citations ne sont pas en italique mais en corps de texte normal. Elles sont entourées par des guillemets français : « et ».
- Les listes à puces sont à éviter, des paragraphes rédigés étant largement préférés. Les tableaux sont à réserver à la présentation de données structurées (résultats, etc.).
- Les appels de note de bas de page (petits chiffres en exposant, introduits par l'outil «  Source ») sont à placer entre la fin de phrase et le point final[comme ça].
- Les liens internes (vers d'autres articles de Wikipédia) sont à choisir avec parcimonie. Créez des liens vers des articles approfondissant le sujet. Les termes génériques sans rapport avec le sujet sont à éviter, ainsi que les répétitions de liens vers un même terme.
- Les liens externes sont à placer uniquement dans une section « Liens externes », à la fin de l'article. Ces liens sont à choisir avec parcimonie suivant les règles définies. Si un lien sert de source à l'article, son insertion dans le texte est à faire par les notes de bas de page.
- La présentation des références doit suivre les conventions bibliographiques. Il est recommandé d'utiliser les modèles {{Ouvrage}}, {{Chapitre}}, {{Article}}, {{Lien web}} et/ou {{Bibliographie}}. Le mode d'édition visuel peut mettre en forme automatiquement les références.
- Insérer une infobox (cadre d'informations à droite) n'est pas obligatoire pour parachever la mise en page.

Pour une aide détaillée, merci de consulter Aide:Wikification.
Si vous pensez que ces points ont été résolus, vous pouvez retirer ce bandeau et améliorer la mise en forme d'un autre article.
Pour les articles homonymes, voir Show and Tell.
Albums de The Birthday Massacre
Looking Glass EP Pins and Needles
Show and Tell est le premier album live du groupe canadien The Birthday Massacre. Il a été enregistré au club Knust à Hambourg, en Allemagne, à l'automne 2007.
Le CD est sorti au printemps 2009, et le DVD est sorti plus tard en Europe (2009) et en Amérique du Nord (2010).

## CD
| No  | Titre                  | Durée |
| --- | ---------------------- | ----- |
| 1.  | Before Dark (Intro)    | 1:25  |
| 2.  | Video Kid              | 4:27  |
| 3.  | Lovers End             | 4:20  |
| 4.  | Goodnight              | 4:21  |
| 5.  | Falling Down           | 4:13  |
| 6.  | Violet                 | 3:38  |
| 7.  | Red Stars              | 3:49  |
| 8.  | Looking Glass          | 4:22  |
| 9.  | Remember Me            | 4:04  |
| 10. | Unfamiliar             | 3:26  |
| 11. | Walking With Strangers | 3:52  |
| 12. | Weekend                | 3:53  |
| 13. | Horror Show            | 4:07  |
| 14. | Kill the Lights        | 4:35  |
| 15. | Blue                   | 4:30  |
| 16. | Happy Birthday         | 4:13  |

## DVD
Le DVD Show and Tell est sorti en Europe le 2 octobre 2009 et en Amérique du Nord le 9 février 2010. Le concert, enregistré à Hambourg (Allemagne), fait partie de la tournée européenne Walking With Strangers du groupe en 2007. 
Le DVD contient également des vidéos du groupe enregistrées lors de leurs passages au festival allemand M'era Luna en 2005 et 2006.
Remarque : la version européenne du DVD contient les deux performances de M'era Luna, mais la version nord-américaine du DVD ne contient que la performance de 2005.

### Concert à Hambourg
1. Before Dark (Intro) - 1:26
2. Video Kid - 4:28
3. Lovers End - 4:20
4. Goodnight - 4:21
5. Falling Down - 4:14
6. Violet - 3:39
7. Red Stars - 3:50
8. Looking Glass - 4:23
9. Remember Me - 4:05
10. Unfamiliar - 3:26
11. Walking With Strangers - 3:53
12. Weekend - 3:54
13. Horror Show - 4:07
14. Kill the Lights - 4:36
15. Blue - 4:31
16. Happy Birthday - 4:13

### Bonus
1. M'era Luna 2005 (live)
2. M'era Luna 2006 (live)
3. Galerie de photos
4. Interview

## Musiciens
- Chibi – chant
- Rainbow – guitare, chant
- Michael Falcore – guitare
- Owen – claviers
- OE - basse, chant
- Rhim – batterie